# Dispute teritoriale ale Rusiei

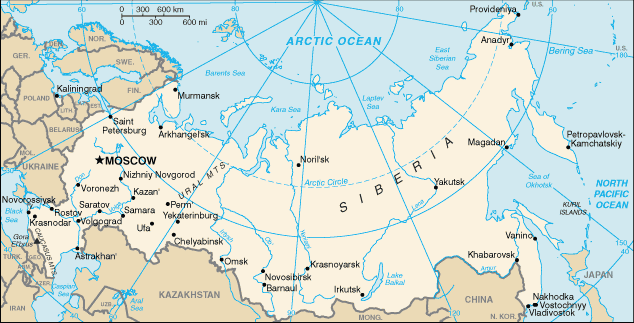
Harta Federaţiei Ruse

Disputele teritoriale ale Rusiei sunt:
- Insulele Kurile, cu Japonia
- În prezent nu este nicio dispută de frontieră între Rusia și China, de-a lungul frontierei lor de 4300 km.

Litigiile cu Republica Populară Chineză au fost în cele din urmă rezolvate în 21 iulie 2008. În acea zi, miniștrii de externe ai celor două țări au semnat un acord în Beijing. În cadrul acordului, Rusia a cedat aproximativ 174 km² de teritoriu în favoarea Chinei.
- Granițele Mării Caspice nu sunt încă stabilite între toate statele riverane. Problemele dintre Rusia și statele riverane acesteia - Azerbaidjan și Kazahstan - au fost soluționate în 2003. Rusia nu are nicio graniță comună terestră sau maritimă, la Marea Caspică, cu Turkmenistanul și Iranul, dar aceste state nu sunt de acord cu delimitările actuale de la Marea Caspică.
- În ceea ce privește statele baltice, un tratat proiect de delimitare a frontierei cu Letonia nu a fost semnat și un acord din 1997 de frontieră cu Lituania a fost ratificat în 2003. Negociatorii estoni și ruși au ajuns la un acord tehnic de frontieră în decembrie 1996. Tratatul de frontieră a fost parafat în 1999.
- Un litigiu există și în Marea Barents, cu vecina sa, Norvegia.
- Rusia nu are nicio pretenție teritorială în Antarctica (dar și-a rezervat dreptul de a face acest lucru) și nu recunoaște cererile de orice tip ale altei națiuni. Uniunea Sovietică a semnat Tratatul Antarctic în 1960.
- Litigiile peste granița cu Georgia referitoare la recunoașterea de către Rusia a regiunilor georgiene, Osetia de Sud și Abhazia ca state independente.